# Renzo Ricci
Pour les articles homonymes, voir Ricci.
Renzo Ricci  né à Florence le 27 septembre 1899 et mort à Milan le 20 octobre 1978  est un acteur italien. Il a également été  metteur en scène de théâtre. Ricci a joué le rôle de Garibaldi du film de Roberto Rossellini  Viva l'Italia (1961).

## Biographie
Né à Florence, Renzo Ricci a commence à jouer au théâtre dans une compagnie locale tout en  étudiant à l'« Istituto tecnico », et fait ses débuts professionnels en 1915, dans la compagnie théâtrale d'Emma Gramatica,. Surtout actif au théâtre, il a été membre de plusieurs sociétés, notamment celle de Giorgio Strehler au Piccolo Teatro de Milan. En 1957, il remportée le prix San Genesio pour sa performance dans Le Long Voyage vers la nuit d'Eugene O'Neill. Il a été marié à l'actrice Margherita Bagni avec qui il a eu une fille, Nora, également actrice, par la suite il divorce et épouse une autre actrice, Eva Magni.

## Filmographie partielle
- 1931 : Corte d'Assise de Guido Brignone
- 1932 : La Wally de Guido Brignone
- 1953 : Néron et Messaline (Nerone e Messalina) de Primo Zeglio
- 1954 : Casta Diva de Carmine Gallone
- 1961 : Viva l'Italia de Roberto Rossellini
- 1963 : Sémiramis, déesse de l'Orient de Primo Zeglio
- 1965 : Sandra de Luchino Visconti